# 加氏異雙鰭電鰩
加氏異雙鰭電鰩（學名：Heteronarce garmani），又稱加氏異雙鰭電鱝，為軟骨魚綱電鰩目單鰭電鰩科異雙鰭電鰩屬的種，分布於西印度洋莫三比克南部到南非奧歌亞灣海域，深度73至329公尺，體長可達25公分，棲息在大陸棚沙泥底質海域，為底棲性魚類，屬肉食性，體內的發電器官，可能用來防禦或捕食，生活習性不明。